# Colina O-acetiltransferasi
La colina O-acetiltransferasi, spesso abbreviata ChAT, è un enzima appartenente alla classe delle transferasi, che catalizza la seguente reazione:
acetil-CoA + colina ⇄ CoA + acetilcolina
Ovvero è necessaria per sintetizzare il neurotrasmettitore acetilcolina a partire da colina ed acetil-coenzima A. Il propanoil-CoA può agire, anche se più lentamente, al posto dell'acetil-CoA.
La ChAT è sintetizzata nel corpo dei neuroni e trasferita alla terminazione nervosa attraverso il flusso assonico. Nell'uomo è sintetizzata e codificata a partire dal gene CHAT.